# Самая красивая женщина в мире
«Самая красивая женщина в мире» (итал. La donna più bella del mondo; в советском прокате «Красивая, но опасная») — итало-французский художественный музыкальный фильм-мелодрама режиссёра Роберта З. Леонарда, снятый в 1955 году (чемпион кассовых сборов 1956 года). В главных ролях — Джина Лоллобриджида и Витторио Гассман. Вокальные номера исполняют Джина Лоллобриджида и знаменитый итальянский тенор XX века Марио Дель Монако.

## Сюжет

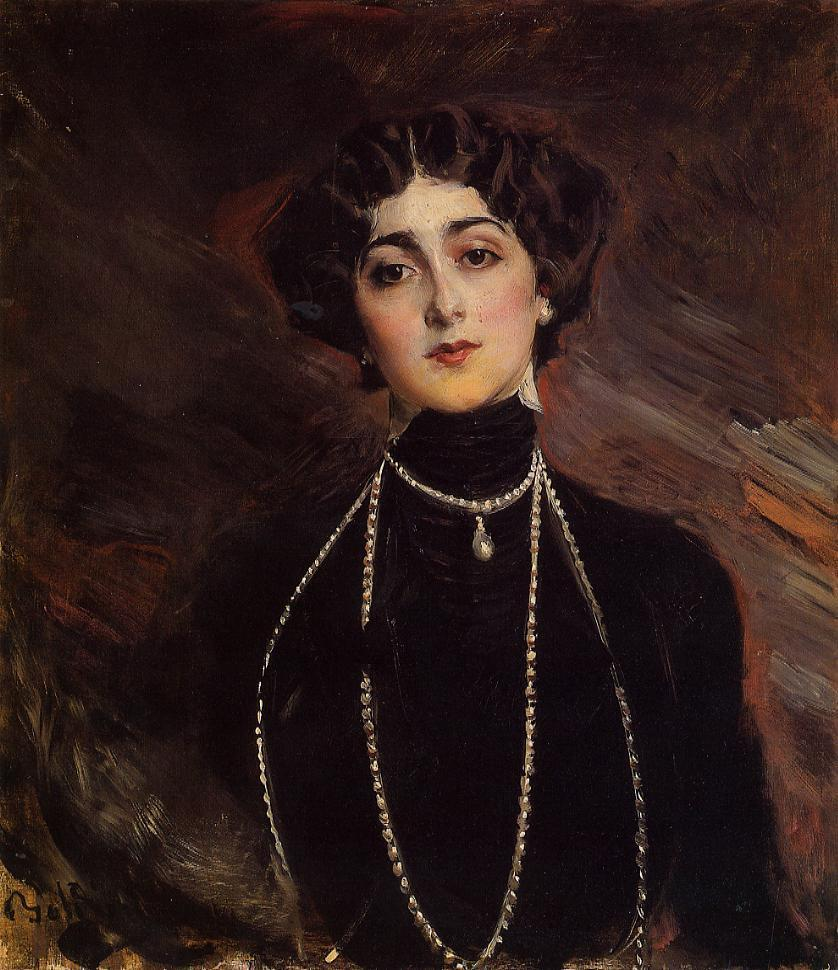
Лина Кавальери.
Портрет кисти Джованни Больдини

В фильме рассказывается о певице, проделавшей долгий путь от певички кабаре до знаменитой оперной примадонны, и о её большой любви к знатному русскому князю. Сюжет интерпретирует биографию знаменитой оперной певицы начала XX века Лины Кавальери, чьё имя вынесено в подзаголовок картины.
Самое начало прошлого столетия. В третьеразрядном римском театрике-кафешантане идёт представление. Заболевшую певицу срочно заменяет её дочь, молодая привлекательная девушка Лина. Исполненная ею простая народная песенка-испаньола встречает бурный восторг у зрителей. В зале присутствует группа аристократов, среди них молодой красавец, русский князь Сергей Барятин. После представления князь вызывается проводить девушку. Узнав, что она бедна, он незаметно вкладывает ей в сумочку некую сумму денег и свой перстень. В результате нескольких случайных встреч Лина влюбляется в благородного князя. Однако их разделяет социальная пропасть.

## В ролях
- Джина Лоллобриджида — Лина Кавальери
- Витторио Гассман — князь Сергей Барятин
- Роберт Алда — маэстро Дориа
- Анн Вернон — Кармела, подруга Лины
- Тамара Лис — Манолита
- Джино Синимберджи — тенор Марио Сильвани (озвучивает Марио Дель Монако)
- Нанда Примавера — Олимпия, мать Лины
- Нико Пепе — Луис
- Энцо Билиотти — Перре
- Валерия Фабрици — Сильвана

## Съёмочная группа
- Режиссёр: Роберт З. Леонард
- Продюсер: Малено Маленотти
- Сценаристы: Чезаре Каванья, Лиана Ферри, Фрэнк Джерваси, Лучано Мартино, Марио Моничелли, Пьеро Пьеротти, Франко Салинас, Джованна Сория, Малено Маленотти
- Оператор: Марио Бава
- Композитор: Ренцо Росселлини, а также в фильме использована музыка композитора Дж. Пуччини из оперы «Тоска»
- Художник-постановщик: Веньеро Колазанти
- Художники по костюмам: Веньеро Колазанти, Витторио Нино Новарезе
- Художник по декорациям: Марио Раппини
- Монтажёр: Эральдо Да Рома

## Награды
- 1956 — премия «Давид ди Донателло» (Джина Лоллобриджида в категории «Лучшая актриса»)[1]